# 池田利恭
池田 利恭（いけだ としやす、宝永2年12月22日（1706年2月5日） - 延宝7年（1761年））は、鳥取藩家老。
父は岡山藩家老日置忠明。養子に池田利久。幼名は三之助。通称は長門、豊後、大蔵。諱は初め知之、のち利恭。
宝永2年（1706年）12月22日、日置忠明の六男として岡山に生まれる。鳥取藩重臣池田知定の養子として家督を継いでいた知至が、若桜藩主池田清定の末期養子となったため、代わって知定の家督を継ぐこととなった。後に加増を受けて禄高3000石となり家老を務めた。延宝7年（1761年）没。享年56。